# 大分県道46号緒方朝地線
大分県道46号緒方朝地線（おおいたけんどう46ごうおがたあさじせん）は、大分県豊後大野市を通る県道（主要地方道）である。

## 概要
豊後大野市緒方町下自在から豊後大野市朝地町板井迫に至る。
中間点付近で大野川を渡河する。

### 路線データ
- 起点：大分県豊後大野市緒方町下自在（三郎大橋北交差点、国道502号交点）
- 終点：大分県豊後大野市朝地町板井迫（大恩寺小学校入口交差点、大分県道57号竹田犬飼線交点）

## 歴史
- 1993年（平成5年）5月11日 - 建設省から、県道緒方朝地線が緒方朝地線として主要地方道に指定される[1]。

## 路線状況

### 道路施設

#### トンネル
起点から
- 小野隧道：延長79 m、1966年（昭和41年）、豊後大野市
- 堀家トンネル：延長73 m、1942年（昭和17年）竣工、豊後大野市

## 地理

### 通過する自治体
- 豊後大野市

### 交差する道路
| 交差する道路           | 交差する場所 | 交差する場所                  |
| ---------------------- | ------------ | ----------------------------- |
| 国道502号              | 緒方町下自在 | 三郎大橋北交差点 / 起点       |
| 大分県道57号竹田犬飼線 | 朝地町板井迫 | 大恩寺小学校入口交差点 / 終点 |

### 交差する鉄道
- 豊肥本線

### 沿線
- 緒方総合運動公園
- 道の駅あさじ（終点付近）